# Cuny Janssen
Cuny Janssen (* 1975 im Königreich der Niederlande) ist eine niederländische Fotografin.

## Leben
Janssen besuchte die Hogeschool voor de Kunsten Utrecht (HKU) von 1996 bis 2000. In dieser Zeit nahm sie auch Kurse bei Thomas Struth in Düsseldorf und in der Hochschule der Künste Berlin. In den Jahren 2002 bis 2008 war sie Freelance-Fotografin für Portraitfotografie bei der Beilage für Kunst und Kultur der Tageszeitung Volkskrant.
Seit 2002 ist Janssen mit Einzel- und Gruppenausstellungen international vertreten, ebenso hat sie mehrere Fotobände veröffentlicht, die zum Teil preisgekrönt wurden. Sie lebt und arbeitet in Amsterdam.

## Ausstellungen
- 2005: Some Trees, Albertinum (Dresden)
- 2010: Cuny Janssen: My Grandma Was a Turtle. FOAM, Museum of Photography Amsterdam
- 2010: Amama. Museum dePont, Tilburg, Niederlande
- 2011: Cuny Janssen. Portraits und Landschaften. SZ Stiftung/Fotografische Sammlung, Köln
- 2012: Indianer, Inselbewohner und Heiliger Berg.  Kunstverein Heilbronn, Heilbronn
- 2012: Ik weet niet waarom. Palais des Beaux-Arts de Bruxelles (BOZAR), Brüssel, im Auftrag von S.O.S.-Kinderdörfer

## Veröffentlichungen
- Portrait/Landscape Macedonië. Schaden, Köln 2004, ISBN 3-932187-34-2.
- There is Something in the Air in Prince Albert, South Africa. Snoeck-Verlag, Köln 2007, ISBN 978-3-936859-49-2.
- Amami. Snoeck-Verlag, Köln 2009, ISBN 978-3-940953-29-2.
- My Grandma Was a Turtle. Snoeck-Verlag, Köln 2010, ISBN 978-3-940953-30-8.[1]
- Yoshino. Text von Jos Vos. Snoeck-Verlag, Köln 2013, ISBN 978-3-86442-027-6.[2]
- BLU. Snoeck-Verlag, Köln 2015, ISBN 978-3-86442-157-0.